# See Jungle! See Jungle! Go Join Your Gang Yeah! City All Over, Go Ape Crazy
See Jungle! See Jungle! Go Join Your Gang, Yeah! City All Over, Go Ape Crazy! es el segundo álbum de estudio de la banda británica Bow Wow Wow. Fue el primer álbum de la banda que entró en las listas; alcanzó el puesto 192 en el Billboard 200.

## Carátula
La carátula del álbum muestra a la banda imitando el cuadro Le déjeuner sur l'herbe, de Édouard Manet. La cantante, Annabella Lwin, sale posando desnuda, a pesar de que tenía catorce años cuando se lanzó el álbum. Esta carátula llevó a una investigación de Scotland Yard, iniciada por la madre de Lwin, y nunca apareció en los lanzamientos en el Reino Unido y Estados Unidos.

## Lista de canciones
| N.º | Título                                                                      | Duración |  |
| 1.  | «Jungle Boy»                                                                | 2:47     |  |
| 2.  | «Chihuahua»                                                                 | 4:15     |  |
| 3.  | «Prince of Darkness (Sinner! Sinner! Sinner!)» (Barbarossa, Gorman, Ashman) | 2:23     |  |
| 4.  | «Mickey, Put It Down»                                                       | 3:03     |  |
| 5.  | «(I'm A) T.V. Savage»                                                       | 2:40     |  |
| 6.  | «Elimination Dancing»                                                       | 3:04     |  |
| 7.  | «Golly! Golly! Go Buddy!»                                                   | 2:38     |  |
| 8.  | «King Kong»                                                                 | 2:20     |  |
| 9.  | «Go Wild in the Country»                                                    | 2:44     |  |
| 10. | «I'm Not A Know It All» (Barbarossa, Gorman, Ashman)                        | 2:54     |  |
| 11. | «Why Are Babies So Wise»                                                    | 2:55     |  |
| 12. | «Orang-outang» (Barbarossa, Gorman, Ashman)                                 | 2:44     |  |
| 13. | «Hello, Hello Daddy (I'll Sacrifice You)»                                   | 4:28     |  |